# El caballero del antifaz
Es una película independiente española dirigida, producida, escrita, distribuida y protagonizada por el catalán Francesc Xavier Capell basada en la historieta, de forma muy libre, El guerrero del antifaz de Manuel Gago, participando dos familiares suyos como extras.